# Andrew Niccol
Andrew M. Niccol (ur. 10 czerwca 1964 w Paraparaumu) – nowozelandzki scenarzysta, reżyser oraz producent filmowy.

## Życiorys
Andrew Niccol urodził się 10 czerwca 1964 roku w Paraparaumu w Nowej Zelandii. Swoje dzieciństwo dorastał w Auckland, a w 1973 roku w wieku 9 lat uczęszczał do państwowej szkoły średniej Auckland Grammar School. Opuścił Nową Zelandię w wieku 21 lat i rozpoczął pracę jako reżyser w krótkich filmach reklamowych w Londynie. Podczas produkcji nad filmem S1m0ne poznał kanadyjską modelkę i aktorkę Rachel Roberts. Para pobrała się w 2002 roku. Razem mają dwójkę dzieci.
Jest scenarzystą i reżyserem filmów jak Gattaca – szok przyszłości, S1m0ne, Wyścig z czasem oraz Pan życia i śmierci. Był również scenarzystą oraz współproducentem filmu Truman Show za którą otrzymał Nagrodę Akademii Filmowej oraz nominację do Oscara za najlepszy scenariusz oryginalny w 1999 roku, a także nagrodę BAFTA za najlepszy scenariusz.

## Filmografia
- 1997: Gattaca – szok przyszłości (reżyser i scenarzysta)
- 1998: Truman Show (producent i scenarzysta)
- 2002: S1m0ne (reżyser, producent i scenarzysta)
- 2004: Terminal (producent i scenarzysta)
- 2005: Pan życia i śmierci (reżyser, producent i scenarzysta)
- 2011: Wyścig z czasem (reżyser, producent i scenarzysta)
- 2013: Intruz (reżyser i scenarzysta)
- 2014: Dobre zabijanie (reżyser, producent i scenarzysta)
- 2018: Anon (reżyser, producent i scenarzysta)